# Alfred Dumont
Alfred Dumont, né le 17 août 1845 à Dunkerque (Nord) et décédé le 27 juillet 1915 à Paris (Seine), est un avocat et un homme politique français.

## Biographie
Avocat dans sa ville, il est élu bâtonnier. Adjoint au maire de Dunkerque en 1884 et maire de 1893 à 1908, Conseiller général du Canton de Dunkerque-Est en 1907 et député du Nord de 1910 à 1914, inscrit au groupe de l'Action libérale.
Il accueillait le Tsar Nicolas II le 17 septembre 1901 lors de son voyage en France et reçoit à cette occasion de l'Ordre de Sainte-Anne.
Il est battu au renouvellement de 1914 par Adolphe-Édouard Défossé, Président du Conseil d'arrondissement de Dunkerque.
Il meurt, le 27 juillet 1915 dans son appartement parisien du 7e arrondissement au 22, avenue de La Bourdonnais et inhumé au cimetière de Passy,, puis exhumé et inhumé au cimetière de Dunkerque en 1919.

## Distinctions
- Chevalier de la Légion d'honneur par décret du 31 décembre 1898[7] .
- Commandeur de l'ordre de Sainte-Anne de Russie.

## Hommage
- Une rue de Dunkerque porte son nom depuis le 6 novembre 1925[8].

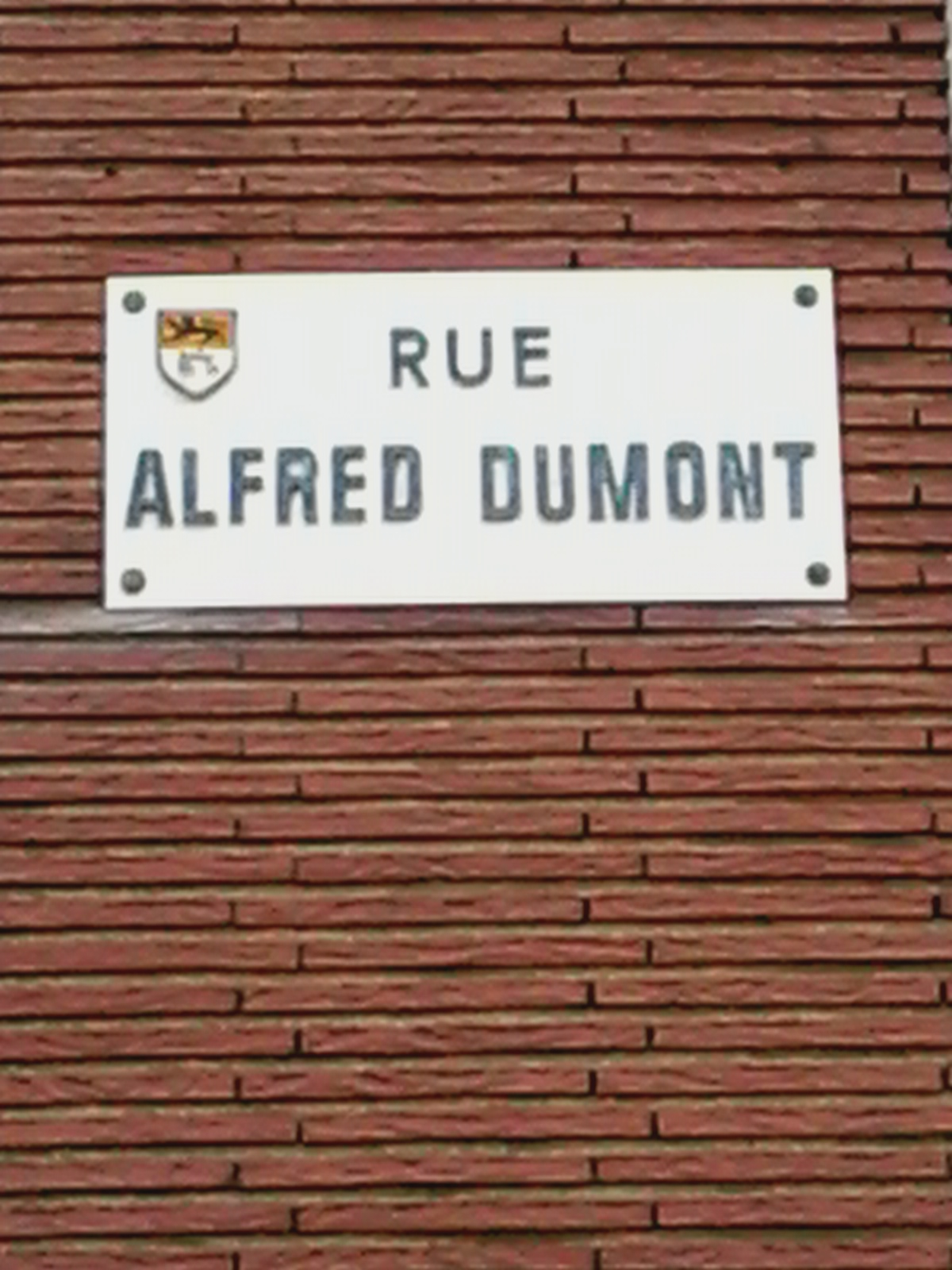
Rue Alfred Dumont à Dunkerque

## Sources
- « Alfred Dumont », dans le Dictionnaire des parlementaires français (1889-1940), sous la direction de Jean Jolly, PUF, 1960 [détail de l’édition]